# Raspinell maculat africà
El raspinell maculat africà(Salpornis salvadori) és un ocell de la família dels cèrtids (Certhiidae).

## Hàbitat i distribució
Habita boscos i sabanes de l'Àfrica tropical, des del Senegal i Etiòpia, cap al sud fins Zimbabwe i Moçambic.

## Taxonomia
Era considerat una subespècie de Salpornis spilonota fins que es va considerar una espècie diferent arran els treballs de Tietze et Martens 2010.